# Oracolo (Marvel Comics)
Oracolo è un personaggio dei fumetti pubblicati dalla Marvel Comics, è una componente della Guardia imperiale Shi'ar e come molti dei suoi membri è ispirata a componenti della Legione dei Supereroi, in questo caso a Saturn Girl.

## Biografia del personaggio

### La prima apparizione
Alla sua prima comparsa, Oracolo partecipa, assieme ad altri membri della Guardia Imperiale, ad una missione capitanata da Deathbird per rintracciare un'astronave della Covata; finita in territorio Kree la squadra verrà aiutata nella sua ricerca da Capitan Marvel.

### In guerra con gli X-Men
Successivamente, Oracolo combatte, assieme ai suoi compagni, contro gli X-Men per conto dell'imperatore D'Ken ma viene sconfitta da Wolverine; con la sconfitta di D'Ken, Lilandra Neramani diventa Majestrix dell'Impero e promuove la pace con gli eroi. In seguito, combatte nuovamente gli eroi mutanti, stavolta agli ordini di Lilandra, durante il processo a Jean Grey, momentaneamente trasformata in Fenice Nera; alla fine sono le Guardie Imperiali ad ottenere la vittoria. Oracolo è tra i pochi membri della Guardia Imperiale che si oppongono al perfido Lord Samédàr, il cui scopo è effettuare un colpo di Stato che faccia salire al trono Deathbird; collaborando con i suoi compagni, e con gli X-Men Nightcrawler e Kitty Pryde, il piano del malvagio consigliere viene fermato. Per ordine di Lilandra, Oracolo scansiona la mente di Charles Xavier e scopre che il motivo dei recenti problemi mentali dell'uomo è dovuto all'infestazione da parte della regina della Covata. Dopo questa avventura, Oracolo e gli altri Guardiani Imperiali, ingannati dal malvagio Dr. Tyreseus, combattono Rom Spaceknight ma scoperto il piano si alleano al cavaliere dello spazio. Su ordine di Deathbird, Oracolo combatte, a fianco della Guardia Imperiale, contro i Predoni Stellari ed Excalibur. Qualche tempo dopo, i Predoni Stellari, in realtà degli Skrull in incognito, attaccano la Guardia Imperiale; Oracolo è tra i membri caduti ma viene salvata, assieme ai suoi compagni, dagli X-Men.

### OperazioneTempesta nella Galassia
La Guardia Imperiale partecipa in seguito alla guerra Kree-Shi'ar durante la quale Oracolo prende controllo della mente di Rick Jones. Sfruttando le informazioni rubate alla mente del ragazzo, Oracolo ed il suo alleato Warstar raggiungono una base Kree ma vengono attaccati da una sentinella Kree, quando alla lotta si uniscono i Vendicatori la ragazza prende il controllo della mente del Fulmine Vivente per riuscire a scappare. Dopo uno scontro con Quasar, i membri della Guardia Imperiale, tra cui Oracolo, accompagnano Lilandra ad Hala per rivendicare l'Impero Kree come parte del territorio Shi'ar. Dopo aver partecipato ad una missione di ricognizione nello spazio Shi'ar, Oracolo e i membri della Guardia Imperiale combattono la creatura chiamata il "Non-creato" assieme ai Predoni Stellari.

### Il post-Onslaught
Dopo la scomparsa di molti eroi, a causa di Onslaught, la Guardia Imperiale si allea ai Vendicatori rimasti e agli X-Men contro una milizia Kree che progettava di attivare una nega-bomba sulla Terra. Mentre sta allenando i suoi poteri, Oracolo percepisce la presenza sulla Terra di un antico nemico degli Shi'ar, Elamron. Decide allora di raggiungere il pianeta insieme a Gladiatore per fermarne i piani ma il malvagio mutaforma ha preso le sembianze del presunto figlio di Hulk e questo porta i Guardiani a scontrarsi con il gigante di giada fino a che, percepito l'enorme potere distruttivo di Hulk, Elamron fugge. Oracolo decide di lasciare la Guardia Imperiale per sposarsi con il suo compagno di squadra Flashfire, nella loro ultima missione accompagnano Lilandra sul pianeta neutrale Kritnah per un accordo con l'Impero Spartoi. La delegazione viene attaccata dagli Inumani e Freccia Nera ferisce la Majestrix, in realtà Folletto sotto mentite spoglie, allora Lilandra rompe la pace con gli Spartoi accusandoli di perpetrare terribili atrocità. In seguito, Cassandra Nova prende il controllo di Lilandra e invia i Guardiani, tra cui Oracolo, il cui matrimonio non è stato celebrato, a combattere gli X-Men, per poi tornare sulla Terra e sconfiggere essa stessa gli Shi'ar. Oracolo partecipa poi, assieme ad un contingente di Guardiani, all'esplorazione del settore Eru-7 dell'Impero Shi'ar, misteriosamente scomparso a causa dell'intervento dell'Arcano; penetrando la mente della divinità verrà colta da temporanea follia riuscendo comunque ad aiutare i suoi compagni. Dopo uno scontro con alcuni contrabbandieri Skrull, Oracolo ed i Guardiani scoprono che un loro antico nemico, Skornn, si trova sulla Terra; decidono quindi di intervenire ma arrivano in ritardo sugli eroi terrestri.

### Imperatore Vulcan
In seguito, La Guardia Imperiale al completo è inviata a combattere Vulcan, la furibonda battaglia provoca numerose vittime tra gli Shi'ar ma alla fine il mutante viene imprigionato. Quando il mutante fugge di prigione, la Guardia Imperiale, tra cui Oracolo, è costretta ad allearsi con lui contro la minaccia degli Scy'ar Tal. Divenuto imperatore degli Shi'ar, Vulcan scaglia l'intera Guardia Imperiale, arricchita da alcuni dei peggiori criminali del cosmo, contro i Predoni Stellari di suo fratello Havok e contro i Guardiani della Galassia ma viene sconfitto in entrambi i casi. Nella sua ultima apparizione, Oracolo partecipa, assieme alla Guardia Imperiale, ad una missione di ricognizione all'interno di una falla spazio-temporale dove si allea con Quasar contro una potente entità biologica extraterrestre.

## Poteri e abilità
Oracolo ha poteri telepatici che le permettono di leggere la mente, di proiettare i suoi pensieri nelle menti degli altri e di controllarle; è un'ottima combattente, addestrata dalla Guardia imperiale Shi'ar e come tutti i suoi membri indossa un sistema anti-gravità che le permette di volare.